# Zlatiborski upravni okrug
Zlatiborski upravni okrug (ćirilično: Златиборски управни округ) je okrug u zapadnoj Srbiji, na granici s Bosnom i Hercegovinom i Crnom Gorom. Središte Zlatiborskog okruga je grad Užice. Dio teritorija okruga se nalazi u regiji Sandžak.

## Općine
Zlatiborski upravni okrug upravno je podjeljen na 10 općina
- Bajina Bašta
- Kosjerić
- Užice
- Požega
- Čajetina
- Arilje
- Nova Varoš
- Prijepolje
- Sjenica
- Priboj

## Stanovništvo
Prema popisu stanovništva iz 2002. godine okrug ima 313.396 stanovnika, dok je prosječna gustoća naseljenosti 51 stan./km².
| Etnički sastav 2002. |            |        |
| Narod                | Stanovnika | %      |
| Srbi                 | 261.55     | 83,30% |
| Bošnjaci             | 40,225     | 12,84% |
| Muslimani            | 6.476      | 2,06%  |
| Crnogorci            | 1.350      | 0,43%  |
| Jugoslaveni          | 645        | 0,21%  |
| Romi                 | 482        | 0,15%  |
| Hrvati               | 233        | 0,07%  |
| Makedonci            | 135        | 0,04%  |
| ostali               | 2.795      | 0,89%  |

## Vanjske poveznice
- Prezentacija Zlatiborskog okruga